# チェサピーク (バージニア州)
チェサピーク（Chesapeake）は、アメリカ合衆国バージニア州南東部に位置する都市。バージニア州法の規定により、いずれの郡にも属さない独立市となっている。市はノーフォークの南に隣接し、同市を中心に9市7郡にまたがるハンプトン・ローズ都市圏（正式名称: バージニアビーチ・ノーフォーク・ニューポートニューズ都市圏）に含まれる郊外都市となっている。市は1963年にサウスノーフォーク市と1691年からの歴史があるノーフォーク郡が合併して成立した。
チェサピークはノーフォークの6倍以上、882km²の広い市域を有し、都市開発の進んだ地域もあれば、かなりの広さを持つグレート・ディズマル・スワンプ（大きな暗い沼地）もあり、広大な保護林や湿地もある多様な町である。ノースカロライナ州との田園部州境からノーフォーク市やポーツマス市に隣接するハンプトン・ローズの港湾地域まで広がっており、大西洋沿岸内水路に位置し、工業、商業および住宅地域のある長いウォーターフロントがある。
2010年の国勢調査による人口は222,209人で、2000年の国勢調査時より11.6%増加しており、バージニア州内では同じハンプトン・ローズ都市圏内のバージニアビーチ、ノーフォークに次ぐ第3の都市である。市の成立以来高い成長が続いており、ブーンバーブと呼ばれる高成長大型郊外都市の1つに数えられている。ハンプトン・ローズ都市圏全体では1,671,683人（2010年国勢調査）の人口を抱えている。

## 歴史
1963年、新しい独立市であるチェサピーク市は、独立市だったサウスノーフォーク市がノーフォーク郡と合併して作られた。バージニア州議会が承認したこの合併はそれぞれの地域社会の住民投票によって認められ新しい市名も選ばれた。この新都市は周回するハンプトン・ローズ・ベルトウェイで結ばれている現在のハンプトン・ローズの7都市の一角となった。
ノーフォーク郡は1691年にバージニア植民地に創られ、当初はノーフォーク、ポーツマスおよびサウスノーフォークの町、後に市となった地域全体を実質的に含んでいたが、1871年以降これらの都市が周りの地域を併合していくごとに、郡の面積は減っていった。独立市になるということは隣接する市が互いから領域を併合できないようにして、境界を安定させる手段だった。
比較的小さな都市だったサウスノーフォーク市は1919年にノーフォーク郡内の編入された町となり、1922年に独立市になった。より大きな都市であるノーフォークやポーツマスと色々な面でより平等な基盤に立つ変化を与えることも動機となった。1950年代後半までに、大都市による併合の心配は無かったが、ノーフォーク郡に対してノーフォーク市が起こした当時の訴訟はサウスノーフォーク市に隣接する郡内全ての土地を取り上げるというものだった。
チェサピーク市を創設した変化は1952年から1976年の間に起こったバージニア州南東部の地方政府構造改革の波の一部だった。
チェサピークの歴史はバージニアの植民地時代に遡る。沿岸内水路がチェサピークの町を抜けている。この水路で、エリザベス川の南支流からチェサピーク・アンド・アルベマール運河に移行する水門があるグレートブリッジはグレートブリッジの戦いが起こった場所である。アメリカ独立戦争初期の1775年12月9日に起こったこの戦闘で、ダンモア卿などバージニア植民地イギリス政府の他の残党は居なくなった。

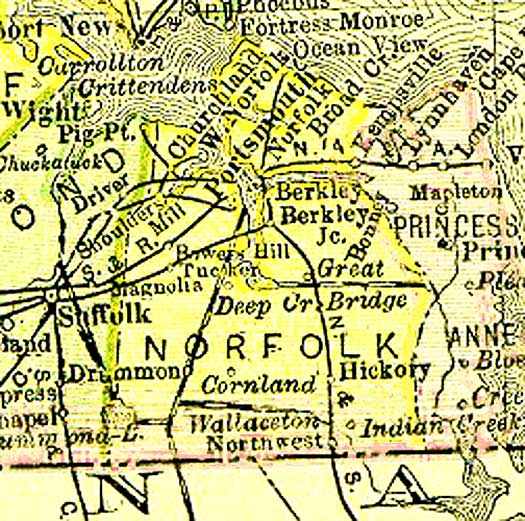
ノーフォーク郡（1895年の地図）、1691年から1963年まで存在し、現在は消滅した

ディズマル・スワンプ運河もチェサピーク市を抜けている。この運河の場所は数ある中でもジョージ・ワシントンによって測量され、「ワシントンの溝」と呼ばれている。これはアメリカ合衆国でも最古の連続的に使われている人工の運河であり、その使用歴は230年以上に及ぶ。この運河はエリザベス川の南支流から分かれる市内のディープ・クリーク地区から始まっている。アメリカ国道17号線に平行してチェサピーク市を抜け、ノースカロライナ州に入ってエリザベスシティとを繋いでいる。
1980年代後半と1990年代初期まで、チェサピーク市域の大半は都市郊外か田園であり、隣接するノーフォーク市やバージニアビーチ市のベッドタウンであり、住民はこれらの市に通勤していた。しかし1980年代後半に始まり1990年代にはチェサピーク市が加速度的に著しい成長を遂げ、多くの重要な産業やその事務所を惹きつけてきた。この爆発的発展によって直ぐに、上水道への塩水の浸入から道路や学校の混雑まで市の公共施設に歪みを生じさせた。
2002年に起こったテロリストのような攻撃であるベルトウェイ狙撃事件で、殺人容疑を問われたリー・ボイド・マルボの第一審は裁判地の変更を裁判所が命令して、このチェサピークが舞台となり、2003年の全国紙のヘッドラインを飾った。1人の陪審員は求刑通りの死刑を与える代わりに、犯行当時17歳だった若者に「仮釈放無しの終身刑」宣告を選んだ。隣のバージニアビーチから来た陪審員はより年長の共同謀議者ジョン・アレン・ムハマッドに他の攻撃の責任を認めて死刑宣告を選んだ。
2022年11月22日、市内のスーパーマーケット、ウォルマートの店舗内で、夜勤のチームリーダーが他の従業員らを銃撃する事件が発生。チームリーダーも含め7人が死亡。

## 地理
気候についてはノーフォーク (バージニア州)#気候を参照のこと。
チェサピークは 北緯36度46分2秒 西経76度17分14秒 / 北緯36.76722度 西経76.28722度 に位置する。
アメリカ合衆国国勢調査局に拠れば、市域全面積は350.9平方マイル (908.8 km2)、このうち陸地は340.7平方マイル (882.5 km2)、水面は10.2平方マイル (26.4 km2)で水域率は2.90％である。
グレート・ディズマル・スワンプの北東部がチェサピーク市内にある。

### 多様な環境
チェサピークはその市域面積でバージニア州や国内でも大きな方の都市であり、市指導者層は大きな公共施設を支える為に課題を抱えている。多くの歴史があり地形的に特徴がある地域社会があることは、住宅、商業および工業地域の発展と自然林や湿地の保存との間に直面している市指導者層の課題ともなっている。市域南西部にはグレート・ディズマル・スワンプの大きな部分が存在している。

### 隣接する郡と市
- ポーツマス市 北側
- ノーフォーク市 北側
- バージニアビーチ 東側
- ノースカロライナ州カリタック郡 南側
- ノースカロライナ州カムデン郡 南側
- サフォーク市 西側

## 地域社会
チェサピークは公式に6つの行政区に分けられている。すなわち、サウスノーフォーク、プレザント・グラブ、バッツロード、グレートブリッジ、ディープ・クリークおよびウェスタン・ブランチである。
現在の行政区の中でサウスノーフォークは20世紀の大半、編入町および独立市だった。他の行政区の中にも多くの地域社会が発展してきた。その中の幾つかを下記に挙げる。
| - ベネフィット - ボウワーズヒル、高規格道路の結節点として有名 - ビューエル - キャメロット - クレストウッド（ワシントン区） - ディープ・クリーク - エバ・ガーデンズ（ワシントン区クレストウッド内） - フェントレス - ガーティー - ジルマートン - グラスフィールド | - グレートブリッジ - グリーンブライアー - ヒッコリー - ホッジスフェリー - インディアンリバー - マウントプレザント - ノースウエスト - オーク・グラブ - オークレット - ポートロック - ウォレストン |

## メディア
チェサピークの日刊紙は地元の「ノーフォークからの「バージニアン・パイロット」がある。その他の新聞として、「ポートフォリオ・ウィークリー」、「ニュージャーナル・アンド・ガイド」、および「ハンプトン・ローズ・ビジネス・ジャーナル」がある「ハンプトン・ローズ・マガジン｣は、チェサピークとハンプトン・ローズ地域の隔月刊の地域雑誌である。チェサピークには様々なAMとFMのラジオ放送局があり、中継塔はハンプトン・ローズの周辺にある。
チェサピークには幾つかのテレビ放送局もある。ハンプトン・ローズ指定市場には712,790世帯がいて（全米の0.64%）、国内では42番目の規模である。全国ネットワークの系列局として、WTKR-TV、チャンネル3（CBS系列）、WAVY、チャンネル10（NBC系列）、WVEC-TV、チャンネル13（ABC系列）、WGNT、チャンネル27（CWテレビジョンネットワーク系列）、WTVZ、チャンネル33（マイネットワークTV系列）、WVBT、チャンネル43（フォックス放送系列）、およびWPXV、チャンネル49（ion Television系列）がある。公共放送サービスはWHRO-TV、チャンネル15である。ノースカロライナ州のアウターバンクスからWSKY、チャンネル4とハンプトンからのWGBS、チャンネル7のような独立放送局からの電波も受信できる。また24時間地域ケーブル・ニューズ・ネットワークであるLNC 5を提供するコックス・ケーブルも利用できる。ディレクTVとディッシュ・ネットワークはチェサピークのケーブルテレビ選択肢として人気がある。

## 公共施設

### 交通
チェサピークとその前の共同体の発展はその位置と交通における価値で加速された。これは現在でも重要な要因であり続けている。
高規格道路や橋などの交通施設の新設や取替えのための財源は21世紀におけるチェサピークやハンプトン・ローズ地域大半の直面する主要問題の1つである。当初有料道路として建設された施設は修繕や付け替えのための財源も無しに老朽化してきた。
チェサピークにおける有料道路は現在ジョーダン橋とチェサピーク・イクスプレスウェイに限られているが、地域内交通計画のための財源とするために既存の施設を新たに有料とする可能性もある。
チェサピーク市は、近くのノーフォーク市にある乗客用商業空港、ノーフォーク国際空港を使うことができる。
市域内ではチェサピーク地域空港がボウワーズヒルとハンプトン・ローズ・ベルトウェイ近くにある一般航空設備である。その南にあるフェントレス海軍補助離着陸場はアメリカ海軍の施設であり、隣接するバージニアビーチ市の大規模なオシアナ海軍航空基地施設の一部として補助離着陸場となっている。
沿岸内水路がチェサピークの町を抜けている。エリザベス川の西支流と南支流の航行可能な場所には広範な波止場と港の設備もある。
現在、5つの鉄道路線がチェサピークの市域を通っており、ハンプトン・ローズとそれに流れ込む川の航行可能な部分にある港湾設備で共同一貫輸送を取り扱っている。2つの主要一級鉄道はCSXトランスポーテーションとノーフォーク・サザン鉄道であり、3つの短線鉄道と繋がっている。
チェサピーク市はバージニア州鉄道・公共輸送局が検討しているリッチモンドとサウス・ハンプトン・ローズを繋ぐ高速旅客鉄道が通る可能性がある場所に位置している。ボウワーズヒル近くにある新しい郊外乗降駅はノーフォーク中心街の終着駅を補うために計画に含まれる可能性がある。
チェサピーク市にはアメリカ国道13号線、17号線、58号線および460号線が通っている。ハンプトン・ローズ・ベルトウェイの一部である州間高速道路64号線は市内を横切り、州間高速道路464号線はノーフォーク中心街とバークリーブリッジでポーツマスを繋ぐ分岐線であり、州間高速道路664号線はチェサピーク市ウェスタンブランチ区からニューポートニューズ市を抜けてハンプトン市に至る州間高速道路の環状線を完成させるものである。
州道169号線も地域の主要道路である。これには有料道路のチェサピーク・イクスプレスウェイが含まれている。
チェサピーク市はハンプトン・ローズ地域で唯一別の橋梁管理部をもっている自治体である。しの公共事業局橋梁構造物部には51人の常勤従業員がいる。市は90の橋梁と高架交差路を維持している。この中には船舶のために年間およそ3万回開閉する5つの可動橋も入っている。

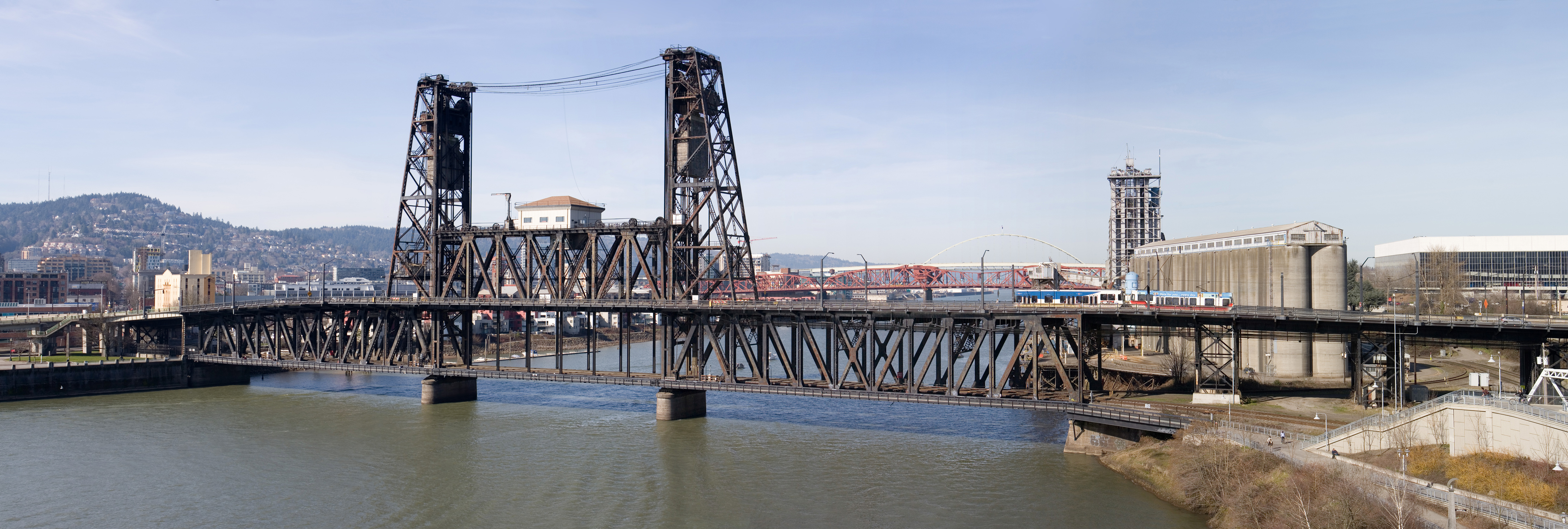
スティール橋

チェサピーク市内にある主要高規格道路橋には、スティール橋、ジルマートン橋、ジョーダン橋およびハイライズ橋があり、全てエリザベス川南支流に架かる跳ね橋である。
ジョーダン橋は1928年に架けられ、重量制限をして運行している。この橋の架け替えは検討されていない。そのための見積もり予算は2億ドルほどであり、1日あたり通行量7,500台、週末はもっと少なくなる橋には高すぎる。運転者は修繕費用として1回75セントを支払っている。2008年、ジョーダン橋は修繕のために閉鎖された。2009年か2010年初期に再開される予定である。
ミリタリー・ハイウェイのジルマートン橋はジョーダン橋より10年若い（1938年建設）が、より緊急のニーズがある。ジョーダン橋より大きな交通量のある主要高規格道路で4車線あり、錆びやコンクリートの亀裂など問題が見つかっている。ジョーダン橋に似て、それが実用に耐えられる年限が迫っている。ジルマートン橋の付け替えは、チェサピーク市にとって長年の課題だった。2007年10月、ノーフォークの「バージニアン・パイロット」紙は市が州と連邦の予算で1億4,200万ドルを積み上げており、2009年のどこかで橋の建設と付け替えを始めるには十分だと報じた。

### 施設
上下水道設備は市の施設局によって運営されている。電力はドミニオン・バージニア・パワーから供給されており、チェサピーク・エナジー・センター（ガス発電所）、市内とサザンプトン郡の石炭火力発電所、およびサリー原子力発電所といった地元の発電所がある。ノーフォークに本社を置くAGLリソーシーズの子会社バージニア天然ガスがジェームズシティ郡とチェサピーク市内にある貯蔵所から市内に天然ガスを供給している。
バージニアの海岸地域では地方の上水供給力を超えて成長してきた。チェサピーク市はその上水の大半を市の南東部にあるノースウエスト川から得ている。この水に間歇的に塩分が高く含まれている問題に対処する為に、1990年代後半にそのノースウエスト川浄水施設に先進的逆浸透膜方式を採用した。川水は常に塩分を含んでおり、新鮮な湧き水は大半の地域でもはや使えなくなった。現在、サウス・ハンプトン・ローズ地域のもう一つの清水源として約80マイル (130 km) 西にあり、ブラックウォーター川とノッタウェイ川に沿ったバージニア州とノースカロライナ州の州境に跨るガストン湖から汲み上げている。その配管は長さ76マイル (122 km)、直径60インチ (150 cm) ある。配管を通した道は放棄されたバージニアン鉄道の敷設用地だった所である。1日に6,000万ガロン (228,000 m3) を送水できる。ノーフォーク市やバージニアビーチ市はこの計画の共同参画者である。
チェサピーク市は住民のための排水処理を行っており、ハンプトン・ローズ公衆衛生地区浄水場に排水を運んでいる。

## 人口動態
都市圏人口についてはノーフォーク (バージニア州)#都市圏人口を参照のこと。
以下にチェサピーク市における1960年から2010年までの人口推移を表とグラフで示す。
| 統計年 | 人口      |
| ------ | --------- |
| 1960年 | 73,647人  |
| 1970年 | 89,580人  |
| 1980年 | 114,486人 |
| 1990年 | 151,976人 |
| 2000年 | 199,184人 |
| 2010年 | 222,209人 |